# 霍德维克

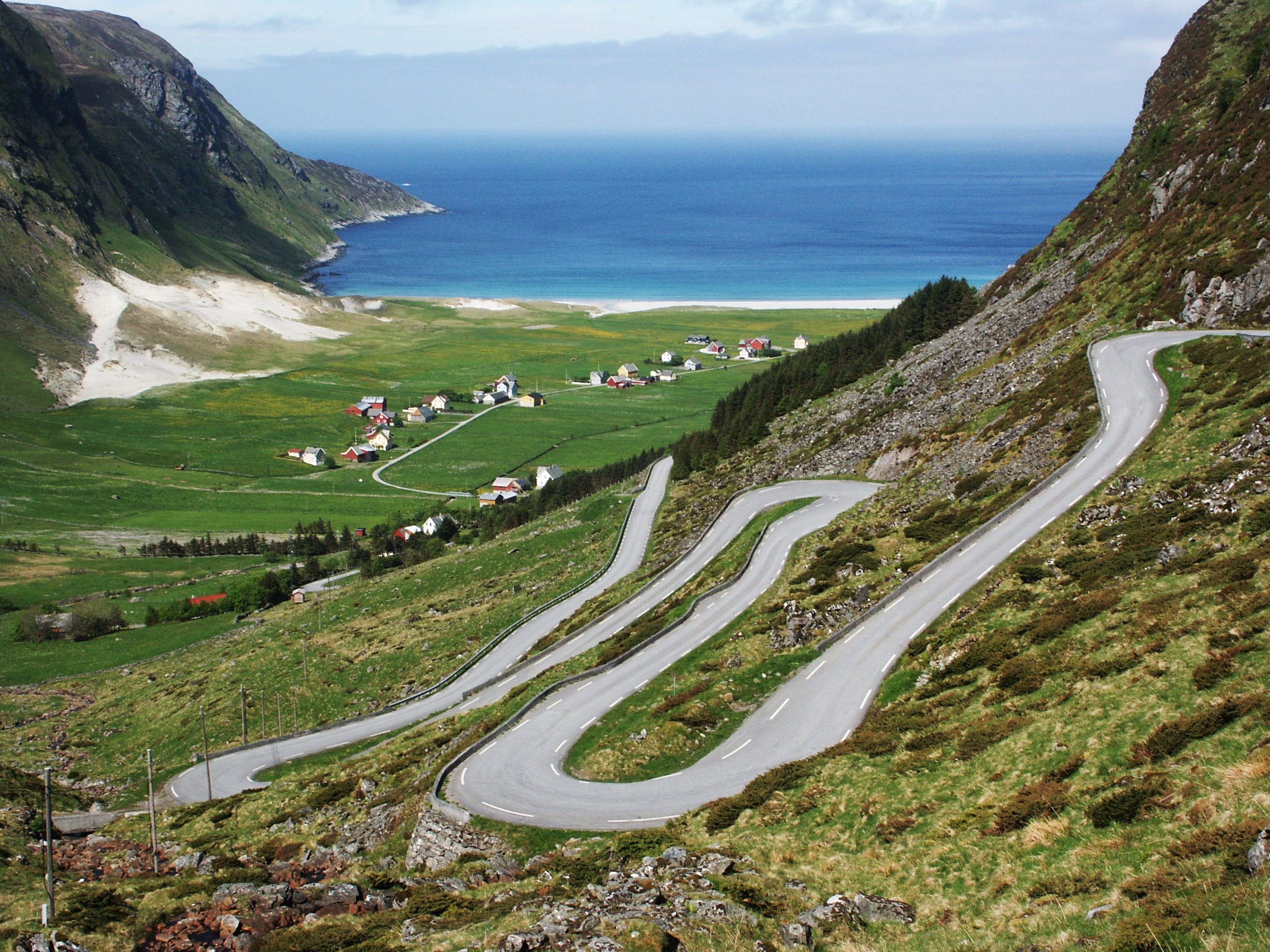
霍德維克

霍德維克（挪威語：Hoddevik）是挪威韦斯特兰郡斯塔市镇的一個村莊和衝浪海灘。該村莊位於斯塔特半岛的西海岸。
在霍德維克可以很好地衝浪，因為它暴露在西部的海浪中，但由於周圍的高山，它仍然非常避風。白色的沙滩及一个本地的冲浪旅舍吸引一些人来这里冲浪及休闲。